# Fläckig knotterspindel
Fläckig knotterspindel (Crustulina guttata) är en spindelart som först beskrevs av Karl Friedrich Wider 1834.  Fläckig knotterspindel ingår i släktet Crustulina och familjen klotspindlar. Arten är reproducerande i Sverige. Inga underarter finns listade i Catalogue of Life.